# André Wetzel
André Wetzel est un footballeur néerlandais devenu entraîneur, né le 3 novembre 1951 à Surabaya en Indonésie.

## Biographie

### Carrière de joueur
Il dispute un total de 234 matchs dans les championnats professionnels néerlandais, inscrivant 33 buts.